# McCreery Dreiband Champion of Champions 2020
Das McCreery Dreiband Champion of Champions 2020 (engl. McCreery 3-Cushion Champion of Champions) ist ein Dreiband-Einladungsturnier in dieser Disziplin des Karambolagebillards und findet vom 11. bis 17. Oktober 2020 in Las Vegas in den Vereinigten Staaten von Amerika statt.

Das Turnier wurde wegen der COVID-19-Krise zunächst auf 2021 verschoben, fand aber wegen der anhaltenden Pandemie auch 2021 nicht statt. Ein neuer Termin wurde bis dato, Stand Januar 2022, noch nicht genannt.

## Geschichte
Der Name des Turniers Champion of Champions wurde gewählt, weil 9 Weltmeister und ein 4-facher Juniorenweltmeister am Turnier teilnehmen. Namensgeber des Turnieres ist der Geschäftsmann und wahrscheinliche Erfinder des Dreibands Wayman McCreery (1851–1901) aus St. Louis, Missouri. McCreery war auch ein sehr erfolgreicher Sportler seiner Zeit. Der Zeitpunkt der Erstaustragung ist der 140. Jahrestag des ersten Dreibandturniers im Jahre 1878, also 50 Jahre vor der ersten Weltmeisterschaft im französischen Reims 1928.

## Gesetzte Spieler
Die ersten sieben Plätze der Weltrangliste (Stand 31. Dezember 2019) sind für das Turnier gesetzt.
Weitere drei Plätze vergeben (25. März 2020)
Gesetzte Spieler:
1. Dick Jaspers
2. Marco Zanetti
3. Torbjörn Blomdahl
4. Eddy Merckx
5. Tayfun Taşdemir
6. Kim Haeng-jik
7. Trần Quyết Chiến

1. Cho Myung-woo (Juniorenweltmeister 2019)
2. Therese Klompenhouwer (Damenweltmeisterin 2019)
3. Pedro Gonzalez (Panamerikameister 2019)

## Qualifikationsturnier in Dublin
Gespielt wird in zwei Gruppen zu je fünf Spielern. Die beiden Gruppenbesten spielen über kreuz im Halbfinale die beiden Spieler für Las Vegas aus.
1. Lütfi Çenet
2. Murat Naci Çoklu
3. Roland Forthomme
4. Heo Jung-han
5. Gwendal Maréchal
6. Ngô Đình Nại
7. Nguyễn Quốc Nguyện
8. Hugo Patiño
9. Nikos Polychronopoulos
10. Sameh Sidhom